# Procesul Șahti

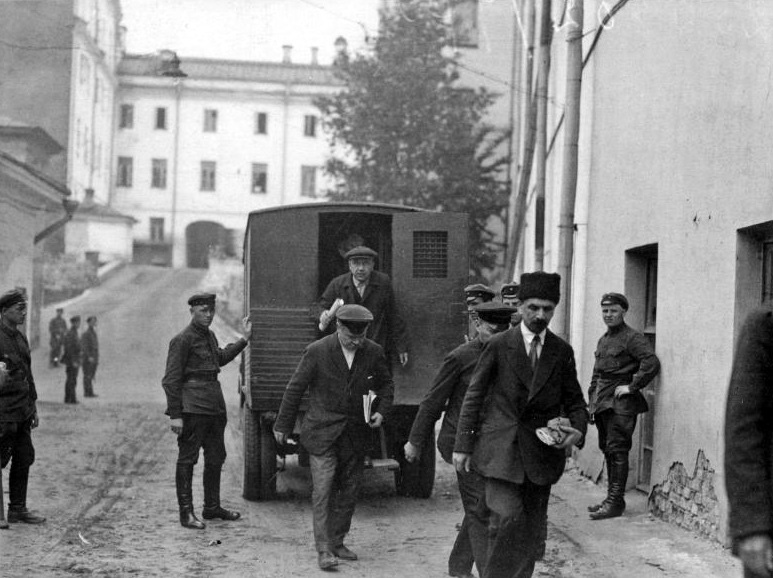
Predarea către instanță a acuzaților din Procesul Șahti

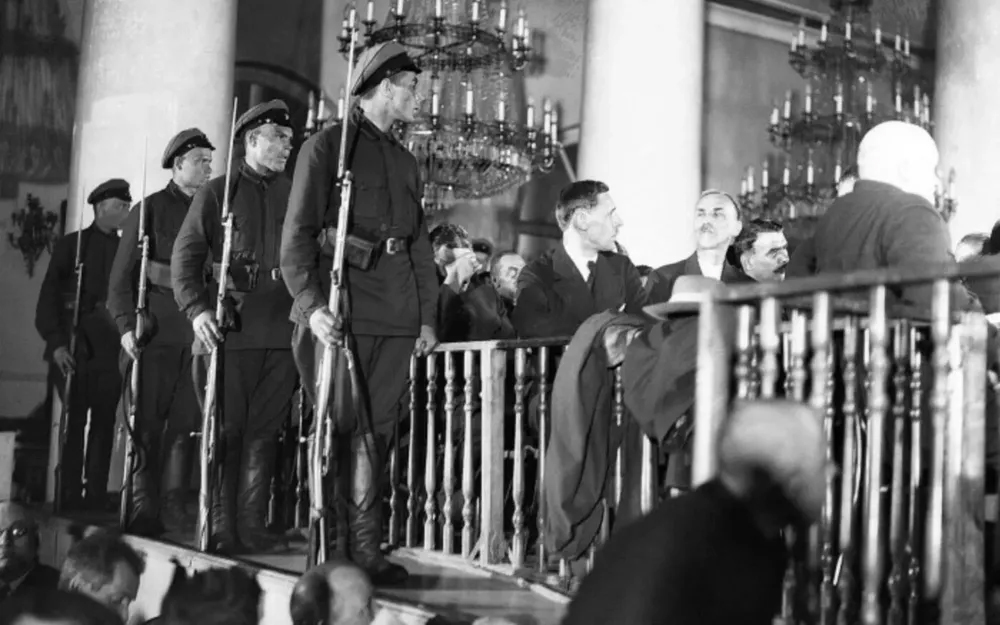
Acuzații din Procesul Șahti în sala Casa Sindicatelor

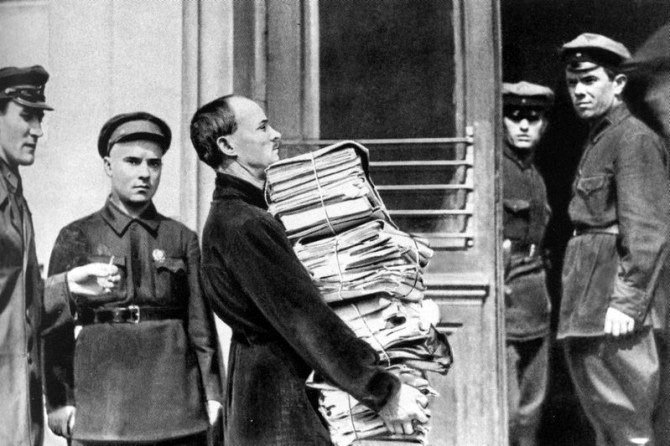
Dosarele acuzării predate tribunalului

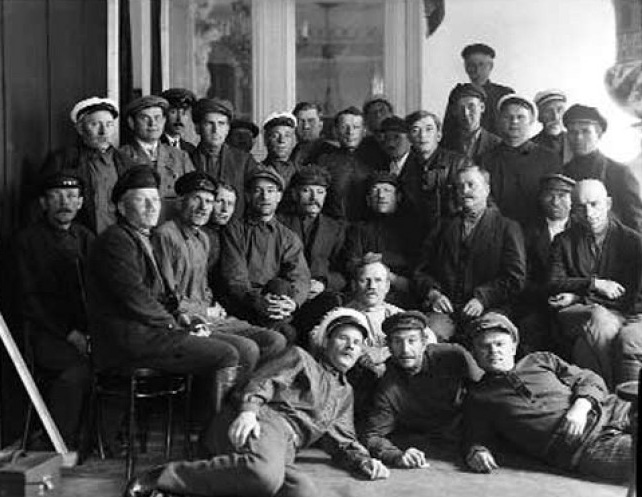
Un grup de muncitori, martori acuzării în cazul Șahti

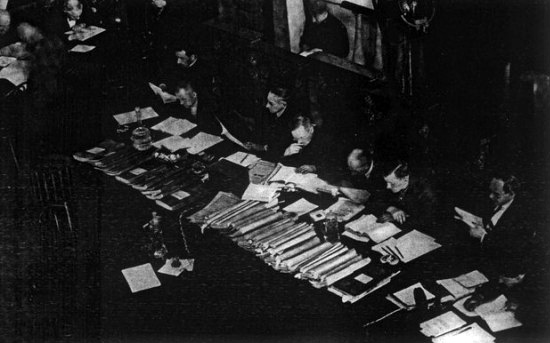
Prezidiul instanței în cazul Șahti

Procesul Șahti (în rusă Ша́хтинское де́ло, transliterat: Șahtinskoe delo) a fost al doilea proces-spectacol după cazul Partidului Socialist-Revoluționar din 1922. Cincizeci și trei de ingineri și manageri din orașul Șahti din Caucazul de Nord au fost arestați în 1928, după ce au fost acuzați de conspirație pentru sabotarea economiei sovietice în complicitate cu foștii proprietari ai minelor de cărbune. Procesul a avut loc la 18 mai 1928 în Casa Sindicatelor din Moscova.

## Procesul

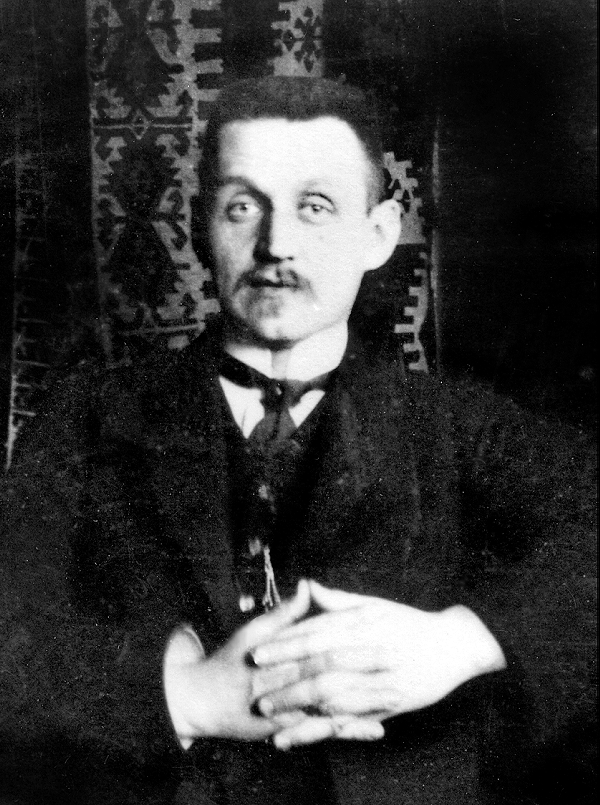
Piotr Palcinski (1913)

În 1928, organizația locală a OGPU a arestat un grup de ingineri, printre care Piotr Palcinski, Nikolai von Meck⁠(d) și A. F. Veliciko, în orașul Șahti din Caucazul de Nord. Acuzațiile erau de conspirație pentru sabotarea economiei sovietice cu foștii proprietari de mine de cărbune, care locuiau în străinătate și cărora le fusese interzis accesul în Uniunea Sovietică de la Revoluție. Grupul a fost acuzat de o multitudine de infracțiuni, printre care plănuirea de explozii în mine, cumpărarea de echipamente care nu erau necesare, aplicarea incorectă a legilor muncii și a protocoalelor de siguranță, precum nepunerea în funcțiune în mod corespunzător a noilor mine Organizatorul acestor arestări și interogatorii a fost Efim Evdokimov. Deși el avea să se retragă din OGPU în 1931, el a condus ulterior o echipă de poliție secretă în cadrul NKVD-ului. Printre cei acuzați în procese similare și executați s-a numărat Nikolai Karlovici von Meck, rudă prin alianță cu Ceaikovski. Nikolai von Meck a fost acuzat de „sabotarea” sistemului feroviar de stat. Procesul a marcat folosirea pentru prima oară într-un proces penal a infracțiunii de sabotaj, așa cum era definită în articolul 58 al Codului penal al RSFSR.
L-au ales pe acest Palcinski pentru a fi acuzatul principal într-un nou proces grandios. Cu toate acestea, [procurorul]  Krîlenko, pășind în ceea ce era pentru el un domeniu nou - ingineria - nu numai că nu știa nimic despre rezistența materialelor, dar nici măcar nu putea concepe potențiala rezistență a sufletelor... în ciuda celor zece ani de activitate deja senzațională ca procuror. Alegerea lui Krîlenko s-a dovedit a fi o greșeală. Palcinski a rezistat tuturor presiunilor pe care OGPU le cunoștea - și nu s-a predat; de fapt, a murit fără să semneze nici un fel de prostii. N. K. von Meek și A. F. Velichko au fost supuși împreună cu el la tortură și se pare că nici ei nu au cedat. 
.

## Implicațiile procesului
Procesele Șahti au marcat începutul unei lungi serii de acuzații împotriva inamicilor poporului din Uniunea Sovietică și aveau să devină un semn distinctiv al Marii Epurări din anii 1930. 
În anii 1920, Uniunea Sovietică a început să se îndepărteze sub conducerea lui Iosif Vissarionovici Stalin, de politicile Noii Politici Economica (NEP) introduse de Vladimir Ilici Lenin, introducând o serie de planuri cincinale cu accent pe industrializarea rapidă. Până la sfârșitul deceniului al treilea, industria sovietică a suferit de o rată ridicată a accidentelor industriale, cauzată de executarea planuri de producție nerealiste și de slaba capacitate de planificare și conducere a directorilor numiți politic. Cu toate acestea, Stalin a văzut în aceste modificări ca pe o oportunitate de curățare a cadrelor de conducere de „vechii specialiști”, profesioniști ale căror competențe erau esențiale pentru industrie, dar care nu erau suficient de angajați din punct de vedere politic în comunism. În discursurile sale din 1923-1925, Stalin și-a exprimat frecvent ostilitatea față de acest grup și a încurajat apariția unor resentimente publice împotriva lor, de exemplu, pe baza veniturilor lor relativ mari. Acuzarea lor de „sabotaj” era o modalitate convenabilă de a-i înlocui pe „vechii specialiști” cu oameni cu viziuni politice mai potrivite.
Procesele au constituit o schimbare de politică față de intelectualitate, „specialiștii burghezi”, care fuseseră anterior tolerați și protejați datorită competențelor lor absolut necesare, au început mai apoi să fie înlocuiți de „tinerii specialiști comuniști proletari”. Acest lucru a marcat utilizarea conceptului de luptă de clasă pentru motivarea schimbărilor în cultura sovietică.
Într-o serie de articole din 1928, ziarul Pravda' a folosit arestările pentru demascarea burgheziei, care ar fi folosit sabotajul ca armă în luptă de clasă. Stalin avea să menționeze mai apoi că evenimentele de la Șahti dovedeau că procesul luptei de clasă „se ascute” pe parcursul înaintării Uniunii Sovietice spre comunism. 

## Răspunsul general al populației la proces
Procesul a făcut ca masa de muncitori să se întoarcă împotriva inginerilor, administratorilor de întreprinderi industriale și a tehnicienilor. Muncitorii aveau deja probleme cu companiile la care lucrau din cauza salariilor mici și a condițiilor proaste de muncă. Procesul a contribuit la creșterea neîncrederii și resentimentele lor față conducătorii locurilor de muncă. Acest lucru a provocat și o tendință de sprijin pentru guvern. Guvernul sovietic a folosit resentimentele pe care muncitorii slab calificați le aveau pentru că să obțină sprijinul lor față de guvern. În timpul procesului și după încheierea lui a existat o creștere a achizițiilor de către muncitorii cei mai săraci și slab calificați a obligațiunilor de împrumut industrial. Procesul a creat, de asemenea, teama că germanii și contrarevoluționarii amenință țara.
Secretarul de stat german Karl von Shubert a considerat că modul în care Uniunea Sovietică a gestionat procesele Șahti a fost greșit. El a considerat că Rusia ar fi trebuit să îi informeze cu privire la aceste crime. Dacă crimele erau dovedite, atunci germanii ar fi putut fi deportați din Rusia, dar nu a fost cazul.

## Urmări

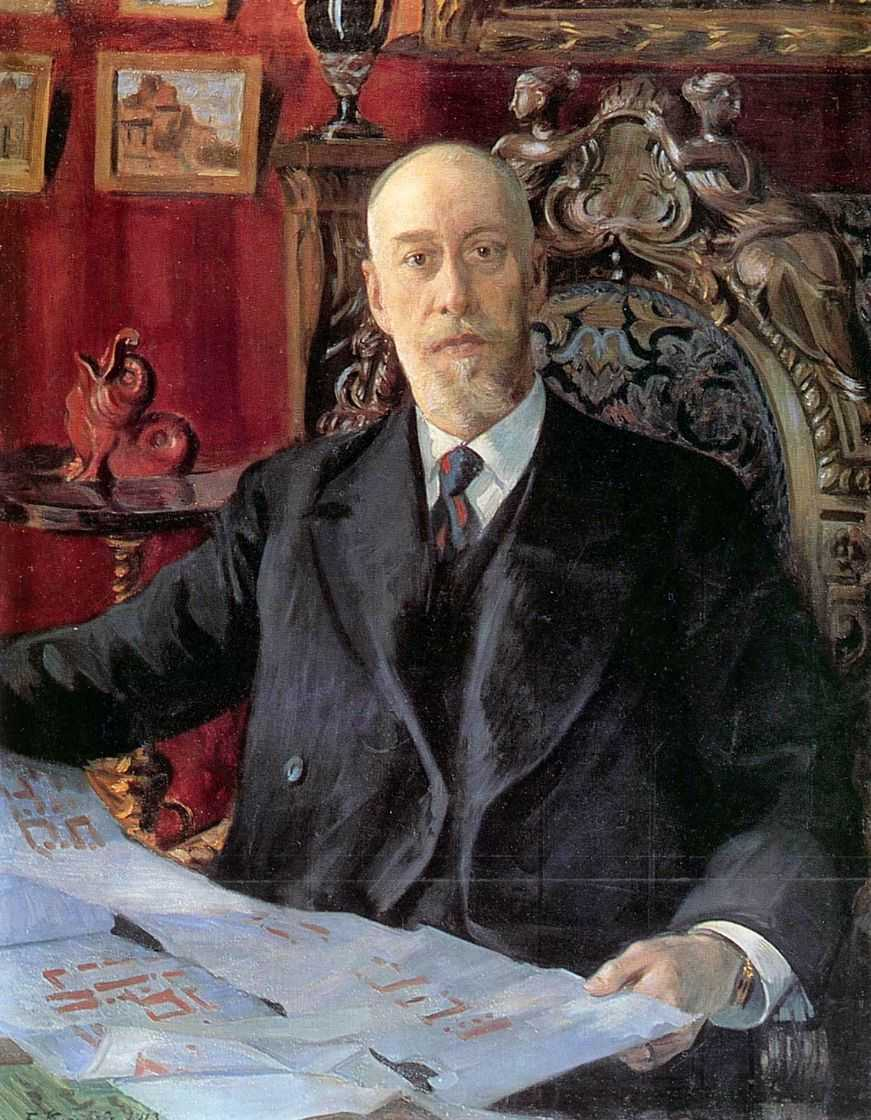
Portret al lui Nikolai von Meck de Boris Kustodiev

Procesul s-a finalizat cu condamnarea la moarte a unsprezece dintre cei 53 de ingineri acuzați. Treizeci și patru au fost trimiși la închisoare, patru au fost achitați și patru au primit pedepse cu suspendare. Șase dintre sentințele la moarte au fost comutate ca recompensă pentru mărturisirea „crimelor” și colaborarea cu organele de anchetă. Piotr Palcinski a fost executat în 1929 pentru pozițiile sale politice, la fel ca și Nikolai Karlovici von Meck, nepotul prin alianță al lui Ceaikovski, acuzat de „sabotarea” sistemului feroviar de stat. Procesul a folosirea pentru prima data a  „sabotajului” ca infracțiune în cadrul Uniunii Sovietice, așa cum era definit în Articolul 58 al Codului penal al RSFSR.
În urma proceselor Șahti a urmat o avalanșă de expulzări sociale, în special în școlile secundare. Orice copil care făcea parte dintr-o organizație socială ilegală, cum ar fi grupurile religioase sau cercetașii, era exmatriculat. Odată cu creșterea bazei academice, multe universități au început să implementeze discriminarea socială la înscriere, pe măsură ce criteriile politice și sociale au preluat controlul. CC al PCUS a stabilit trebuia să crească numărul comuniștilor înscriși în universități, iar controlul asupra facultăților și școlilor tehnice ar trebui să fie transferat către Sovietul Suprem al Economiei Naționale. Acest lucru a contribuit la crearea unui nou grup de elite ale intelectualității, format din „muncitori cultivați și educați”, din care au făcut parte mai târziu liderii sovietici Hrușciov și Brejnev
Nikolai Buharin,  Alexei Rîkov și Mihail Tomski s-au opus în cadrul Politburoului noii politici de represiune a lui Stalin, dar acesta din urmă a insistat asupra faptului că marele capital internațional încearcă „să ne slăbească puterea economică prin intermediul unei intervenții economice invizibile, nu întotdeauna evidente, dar destul de grave, organizând sabotaje, planificând tot felul de «crize» într-o ramură a industriei sau într-alta și facilitând astfel posibilitatea unei viitoare intervenții militare”. El a spus: „Avem dușmani interni. Avem dușmani externi. Nu putem uita acest lucru nici măcar o clipă”. Buharin și Rîkov au fost judecați și condamnați pentru trădare în 1937, în cadrul unuia dintre Proceselor-spectacol de la Moscova, similar cu Procesul Șahti. Aceste procese-spectacol au fost folosite ca mijloc de a prezenta poporului sovietic ceea ce era perceput ca fiind amenințări majore la adresa Uniunii Sovietice. Acest lucru a jucat un rol important în crearea atmosferei culturale care a dus la Marea Epurare din deceniul al patrulea.
Cincizeci de tehnicieni și ingineri ruși și trei germani din industria cărbunelui urmau să fie judecați public sub acuzația de sabotaj contrarevoluționar și spionaj... Aceasta era justiția revoluționară... aceeași justiție revoluționară care condusese ghilotina în timpul Terorii Iacobine... acuzații intrau în instanță judecați în prealabil... Am așteptat în zadar o mărturie autentică, impersonală și ireproșabilă... care să nu poarte suspiciunea de șantaj al G.P.U... „Intriga internațională de mare anvergură” nu a ieșit niciodată la iveală... Doar foarte puțini [dintre acuzați], printre care doi evrei în vârstă, Rabinovici și Imineetov, și-au păstrat intact respectul de sine. Imineetov a spus: „Într-o zi, un alt Zola se va ridica și va scrie un alt J'accuse pentru a ne readuce numele la onoare." 